# 1909 w muzyce
Wydarzenia muzyczne w 1909 roku.

## Urodzili się
- 3 stycznia – Victor Borge, duński pianista i komik (zm. 2000)
- 4 stycznia – Wiesław Machan, polski kompozytor, aranżer, dyrygent, pianista (zm. 1993)
- 11 stycznia – Gunnar Berg, duński kompozytor (zm. 1989)
- 12 stycznia – Jerzy Rosner, polski kompozytor, akompaniator (zm. 2002)
- 15 stycznia
  - Gene Krupa, amerykański perkusista i kompozytor jazzowy (zm. 1973)
  - Elie Siegmeister, amerykański kompozytor muzyki poważnej (zm. 1991)
- 23 stycznia – Imre Ungár, węgierski pianista i pedagog muzyczny; laureat II nagrody na II Międzynarodowym Konkursie Pianistycznym im. Fryderyka Chopina (zm. 1972)
- 1 lutego – George Beverly Shea, amerykański piosenkarz gospel, kompozytor hymnów (zm. 2013)
- 2 lutego – Jerzy Młodziejowski, polski geograf, taternik, krajoznawca, skrzypek i altowiolista, kompozytor, dyrygent, krytyk muzyczny, publicysta (zm. 1985)
- 4 lutego – Agi Jambor, węgierska pianistka (zm. 1997)
- 5 lutego – Grażyna Bacewicz, polska kompozytorka i skrzypaczka (zm. 1969)
- 9 lutego
  - Harald Genzmer, niemiecki kompozytor (zm. 2007)
  - Carmen Miranda, pochodząca z Brazylii portugalska piosenkarka, tancerka i aktorka (zm. 1955)
- 10 lutego – Chick Webb, amerykański perkusista jazzowy (zm. 1939)
- 27 marca – Ben Webster, amerykański saksofonista jazzowy (zm. 1973)
- 28 marca – Miff Görling, szwedzki puzonista jazzowy i kompozytor muzyki filmowej (zm. 1998)
- 7 kwietnia – Zygmunt Szczepański, polski dyrygent (zm. 1991)
- 18 kwietnia – Kazimierz Łabudź, polski śpiewak (zm. 2001)
- 20 kwietnia – Witold Krzemieński, polski dyrygent, kompozytor i pedagog (zm. 2001)
- 24 kwietnia – Piotr Świerc, polski muzykolog i pedagog (zm. 1991)
- 1 maja – George Melachrino, brytyjski kompozytor i dyrygent (zm. 1965)
- 15 maja – Józef Grzybek, polski historyk, organista i dyrygent związany z Podhalem (zm. 1986)
- 23 maja
  - Arnold Rezler, polski wiolonczelista, dyrygent, kompozytor (zm. 2000)
  - Antoni Szafranek, polski skrzypek, dyrygent i pedagog (zm. 1979)
- 30 maja – Benny Goodman, amerykański muzyk jazzowy, klarnecista, zwany „królem swingu” (zm. 1986)
- 1 czerwca
  - Maria Dziewulska, polska kompozytorka, teoretyk muzyki i pedagog (zm. 2006)
  - Szymon Goldberg, amerykański skrzypek, dyrygent i pedagog muzyczny pochodzenia polsko-żydowskiego (zm. 1993)
- 14 czerwca – Burl Ives, amerykański aktor i piosenkarz folkowy (zm. 1995)
- 16 czerwca – Willi Boskovsky, austriacki skrzypek i dyrygent (zm. 1991)
- 21 czerwca – Kurt Schwaen, niemiecki kompozytor (zm. 2007)
- 26 czerwca – Tom Parker, amerykański impresario, menadżer Elvisa Presleya (zm. 1997)
- 30 czerwca – Paul Constantinescu, rumuński kompozytor i pedagog (zm. 1963)
- 17 lipca – Ignacy Strasfogel, polski dyrygent, pianista i kompozytor żydowskiego pochodzenia (zm. 1994)
- 22 lipca – Licia Albanese, amerykańska śpiewaczka operowa (sopran) (zm. 2014)
- 27 lipca – Gianandrea Gavazzeni, włoski dyrygent, kompozytor i pisarz muzyczny (zm. 1996)
- 8 sierpnia – Emanuel Amiran-Pugaczow, izraelski kompozytor i pedagog (zm. 1993)
- 14 sierpnia – Stuff Smith, amerykański skrzypek jazzowy (zm. 1967)
- 18 sierpnia – Miliza Korjus, amerykańska aktorka i śpiewaczka operowa pochodzenia polsko-estońskiego (zm. 1980)
- 27 sierpnia – Lester Young, amerykański saksofonista i kompozytor jazzowy (zm. 1959)
- 22 września – Václav Dobiáš, czeski kompozytor (zm. 1978)
- 3 października – Wiktor Gadziński, polski kompozytor, kontrabasista i pedagog (zm. 1999)
- 8 października – Alberto Erede, włoski dyrygent (zm. 2001)
- 13 października – Art Tatum, amerykański pianista jazzowy (zm. 1956)
- 14 października – Jadwiga Sobieska, polska etnomuzykolog (zm. 1995)
- 22 października – Leon Boruński, polski pianista i kompozytor żydowskiego pochodzenia (zm. 1942)
- 25 października – Jan Tacina, polski muzykolog, etnograf i pedagog (zm. 1990)
- 1 listopada – Bruno Bjelinski, jugosłowiański i chorwacki kompozytor (zm. 1992)
- 4 listopada – Dixie Lee, amerykańska aktorka, piosenkarka oraz tancerka (zm. 1952)
- 28 listopada – Rose Bampton, amerykańska śpiewaczka operowa (sopran) (zm. 2007)
- 10 grudnia – Georg Ludwig Jochum, niemiecki dyrygent (zm. 1970)
- 20 grudnia – Vagn Holmboe, duński kompozytor (zm. 1996)
- 28 grudnia – Lucyna Szczepańska, polska śpiewaczka operowa (sopran koloraturowy) i aktorka (zm. 1999)

Data dzienna nieznana
- Jan Edmund Reszke, polski muzyk i kompozytor (zm. 1950)

## Zmarli
- 11 stycznia – Karl August Hermann, estoński językoznawca, dziennikarz i kompozytor (ur. 1851)
- 15 stycznia – Ernest Reyer, francuski kompozytor i krytyk muzyczny (ur. 1823)
- 17 stycznia – Karol Różalski, polski skrzypek, dyrygent, kompozytor drobnych utworów instrumentalnych (ur. 1849)
- 18 stycznia – Robert Hausmann, niemiecki wiolonczelista (ur. 1852)
- 8 lutego – Mieczysław Karłowicz, polski kompozytor, przysypany lawiną w Tatrach (ur. 1876)
- 25 marca – Ruperto Chapí, hiszpański kompozytor, współzałożyciel Sociedad General de Autores y Editores (ur. 1851)
- 7 maja – Joachim Andersen, duński flecista, dyrygent i kompozytor (ur. 1847)
- 18 maja – Isaac Albéniz, hiszpański kompozytor i pianista (ur. 1860)
- 26 maja – Denys Siczynski, ukraiński kompozytor, pedagog muzyczny i dyrygent (ur. 1865)
- 1 czerwca – Giuseppe Martucci, włoski kompozytor, dyrygent, pianista i pedagog (ur. 1856)
- 14 lipca – Władysław Mierzwiński, polski śpiewak operowy (tenor) (ur. 1848)
- 23 lipca – Zygmunt Noskowski, polski kompozytor, pedagog, dyrygent i krytyk muzyczny (ur. 1846)
- 6 października – Dudley Buck, amerykański kompozytor i organista (ur. 1839)
- 8 listopada – Charles Bordes, francuski kompozytor i dyrygent chóralny (ur. 1863)
- 10 listopada
  - Stanisław Ogurkowski, polski kompozytor, dyrygent i pedagog (ur. 1851)
  - Ludvig Schytte, duński kompozytor, pianista i pedagog (ur. 1848)
- 15 grudnia – Francisco Tárrega, hiszpański gitarzysta klasyczny i kompozytor (ur. 1852)
- 21 grudnia – Karel Halíř, czeski skrzypek i pedagog (ur. 1859)